# بئر الدم
بئر الدم قرية سوريّة تتبع إداريّاً لمحافظة حلب منطقة عين العرب ناحية صرين، بلغ تعداد سكانها 889 نسمة حسب التعداد السكاني لعام 2004.